# Hulk (Marvel Comics)
Hulk, magyar fordításokban eleinte Mokány, eredeti nevén dr. Bruce Banner egy kitalált szereplő, szuperhős és antihős a Marvel Comics képregényeiben. A kitalált szereplőt Stan Lee és Jack Kirby alkotta meg. Első megjelenése az "The Incredible Hulk" első számában volt 1962 májusában. Az azóta eltelt idő alatt Hulk a Marvel egyik legismertebb szereplőjévé vált.

## A képregények

### A szereplő megszületése
Hulk először az 1962 májusában megjelent "The Incredible Hulk" képregénysorozat első számában került bemutatásra, ami összesen 6 kiadást számlál, az utolsó 1963 márciusában került az újságosok polcaira.
A történet Stan Lee, az illusztráció pedig Jack Kirby illetve Paul Reinman nevéhez fűződik. Stan Lee a szereplő megalkotása során a Frankensteinben szereplő lény és a Dr. Jekyll és Mr. Hyde története inspirálta.
A szörnyeteg az eredeti elképzelések szerint szürke színű lett volna, de a nyomdai feldolgozás során nem sikerült egységes szürke színt keverni. Ennek eredménye az lett, hogy néhol zöldes árnyalatú lett,  végül pedig a folytatásokban is megmaradtak a zöld színnél. A szereplő alteregója az alliteráló Bruce Banner nevet kapta.

### További felbukkanásai
Alig a "The Incredible Hulk" sorozatot követően – az utolsó rész megjelenésének hónapjában – már vendégszerepet kapott a "The Fantastic Four" avagy a Fantasztikus Négyes tizenkettedik számában, majd 1963 szeptemberében és novemberében az akkor születő "Avengers" avagy Bosszú Angyalai sorozat első két számában, mint a csapat alapító tagjainak egyike szerepelt. Az Avengers harmadik részében már mint ellenfél jelenik meg, az ötödik számban pedig mint szövetséges. A következő megjelenése a The Fantastic Four 25-26. számaiban volt, amelyben fény derült a teljes nevére is, ami Robert Bruce Banner.
Időrendben a következő vendégszereplése a "The Amazing Spider-Man" tizennegyedik számában történt, amit követően a Tales to Astonish képregénysorozat rendszeres szereplője lett annak 60. számától, míg az 1968 áprilisában megjelent 102. szám már The Incredible Hulk vol. 2 néven folytatódott egészen a 474. számig, amely 1999 márciusában jelent meg.
Időközben, 1977-ben a Marvel Comics elindított Hulk főszereplésével egy másik képregénysorozatot "The Rampaging Hulk" címmel, mely a tervek szerint az első sorozat és a Tales to Astonish epizódjaiban való felbukkanás közötti idő történéseit dolgozta volna fel. Az első kilenc szám még fekete-fehér illusztrációkkal készült, majd a 10. számtól kezdődően színes kiadásra váltottak és a sorozat The Hulk! címen folytatódott. Ez a kiadványsorozat összesen 27 epizódot számlál, melyből több rész is a párhuzamosan futó sorozat mellékszálait dolgozta fel.
A második sorozat befejezését követően 1999 áprilisában útjára indult a "Hulk" című sorozat, John Byrne írásaival és Ron Garney rajzaival. A sorozat tizenkettedik száma pedig, amely 2000 márciusában jelent meg, már The Incredible Hulk vol. 3 címen futott egészen 2007 decemberéig, amikor a 111. számot követően a sorozat ismét címet cserélt (The Incredible Hercules) és egyben főszereplőt is. A sorozat utóbbi névváltását megelőzően számos párhuzamosan futó képregénysorozat címszereplője volt, úgy mint a Planet Hulk vagy a World War Hulk, melyek több ponton is átfedésbe kerültek egymással.
A következő vendégszereplései a 2008 márciusában indult "Hulk" című sorozatban voltak, melynek főszereplője a Red Hulk. Ezt követően 2009 szeptemberében kapott saját sorozatot az újraindított "The Incredible Hulk vol. 2" című füzetben amely a 600-as sorszámmal kezdve került kiadásra. A 612. számtól kezdve ismét picit módosított címmel, immár "The Incredible Hulks" néven – utalva a főszereplő kibővült családjára – folytatódott a 2011 októberéig futó 635. epizódig.
A szereplő pályafutása a 2011 decemberétől 2012 decemberéig kiadott "The Incredible Hulk vol. 4" című 15 lapszámot megélt sorozattal folytatódott, melyet Jason Aaron írt és Marx Silvestri rajzolt. Ezt követő felbukkanása a 2013-as év elején a kiadó által Marvel NOW! kezdeményezés keretein belül – amely számos szuperhős történetének folytatását hozta – immár "Indestructible Hulk" címmel indult sorozatban volt, mint főszereplő. Ez a képregénysorozat 2014 áprilisáig 20 kiadott számot és két darab különkiadást élt meg, majd ezzel a hónappal kezdetét vette a "Hulk" (vol. 3) kiadás.

## A szereplő története
Dr. Robert Bruce Banner atomfizikus az Amerikai Egyesült Államok Védelmi Minisztériumának dolgozott egy gamma-bomba kifejlesztésén. Egy kísérleti robbantás előtt észrevette, hogy egy civil tartózkodik a veszélyes zónában. Bannernek az utolsó pillanatban sikerült az óvatlan fiút, Rick Jonest biztonságba helyeznie a robbanás előtt, de őt magát nagy mennyiségű gamma-sugárzás érte, amitől egy hatalmas erejű, zöld (kezdetben szürke) szörnyeteggé változott. Bruce és Hulk egy személyben létezik, s Bruce akkor alakul át Hulkká, amikor rendkívül ideges.

### Bruce Banner gyerekkora és családja
Szülei dr. Brian Banner és felesége Rebecca. Az anya és gyermek kölcsönösen szerette egymást, apja viszont gyűlölte a fiút. Brian Banner maga is egy alkoholista és őt bántalmazó apa gyermeke volt, ebből fakadóan pedig gyakran volt dühös és agresszív a feleségével is. Ennek egyik oka a fia iránt érzett féltékenysége, mivel úgy érezte hogy ő Rebecca szeretetének kizárólagos tárgya. A gyerekkorban látott és tapasztalt bántalmazások félelmet és dühöt tápláltak a fiúba. Ez a felhalmozott és elfojtott düh valamint lelkiismeret-furdalás képezik Bruce alapvető jellemvonásait.
A történések addig fajultak, míg apja meggyilkolta édesanyját, akit ezért elmegyógyintézetbe zártak. A fiút nagynénje pedig Sussan Banner nevelte fel, aki tisztában volt a gyermek eddigi szenvedéseivel és ezért igyekezett olyan szeretetben nevelni, mintha csak a saját fia lett volna. Bruce egy csendes, visszahúzódó, azonban rendkívül okos ifjúvá cseperedett.
A középiskola befejezése után az Új-Mexikói Navapóban tanult atomfizikát a Sivatagi Állami Egyetemen, Professzor Herbert Josiah Weller egyik legjobb diákjaként. Egy darabig járt a Pennsylvania Állami Egyetemre is, ahol megismerkedett  Walter Langkowskival (későbbiekben Szaszkacs). Az atomfizikus doktori diplomáját a Kaliforniai Technológiai Intézetben szerezte, Phillip Sterns (későbbi Őrült) oldalán.

### Hulk születése
Mint fiatal atomfizikus, szeretett volna valamilyen emberbaráti kutatási területet választani, de nem sikerült ilyenre támogatást szereznie. Végül az Egyesült Államok Védelmi Minisztériumának nukleáris kutatóbázisára került, a Sivatagi Bázisra, Új-Mexikóba. Itt ismerte meg Thaddeus E. "Mennydörgés" Ross tábornokot aki a bázis parancsnoka volt, valamint lányát Betty Rossot. Bruce és Betty pedig szinte azonnal szerelembe estek egymással. Banner felügyelte a "Gamma bomba" vagy másik nevén a "G-bomba" elkészítését, mely fegyver erős és veszélyes gamma-sugárzást bocsát ki magából.
Egy kísérleti robbantás során történt baleset következtében érte Bruce testét nagy mennyiségű gamma-sugárzás – amikor egy civilt, Rick Jonest, a kísérlet helyére tévedt fiút mentette ki a veszélyes zónából – ami nem ölte meg, viszont már a baleset estéjén egy hatalmas zöld szörnyeteggé változott. Az őt meglátó egyik katona nevezte "Hulk" néven – magyarul melák avagy mokány –, amely nevet aztán a hadsereg is alkalmazta rá, illetve maga a lény is így hivatkozott önmagára.

## Személyiségei

### Bruce Banner
Az elég nagy számú kiadványok és történetek során számtalan különböző módon ábrázolták, de a legfőbb jellemvonásait megtartották. Bruce rendkívül intelligens – a fizika doktora – szarkasztikus és magabiztos embernek látszik az első kiadás ábrázolását tekintve, ugyanakkor érzelmes és visszahúzódó. Ő maga alkotta meg a fegyvert, amely később a csapást mérte rá, ez az önirónia pedig az egész történetsorozat egyik visszatérő motívuma. Arie Kaplan jellemzése a szereplőről: „Bruce Banner szüntelen pánikban él, folyamatosan retteg, hogy a szörnyeteg előtör belőle, ezért nem képes meghatározó emberi kapcsolatokat kiépíteni.” Gyerekkorában az apja bántalmazta az édesanyját, akit ő viszont nagyon szeretett, ez a trauma pedig alapját képezi az örökös elfojtott dühének és félelmének, ami szintén egyik alappillére a természetének.

### Hulk
Alapvetően a legtöbb ábrázolásban a kezdetektől fogva jellemzi az egyszerűség, és az, ha nagyon dühös lesz, akkor őrjöngésbe kezd. Mint ahogy Bruce tud Hulk létezéséről, úgy Hulk is tud Bruce-ról, ugyanakkor tagadja, hogy bármi köze lenne – elmondása szerint – „ahhoz az apró puhányhoz a képen”. Az első történetekben kissé jámbor képet mutat, voltaképpen a célja egy csendes és nyugodt menedéket keresni magának, gyakran pedig elérzékenyülve reagál az őt ért atrocitásokat tapasztalva. A kezdetektől fogva harmadik személyben beszél önmagáról. Birtokolja Bruce intelligenciájának egy részét – amennyire az a felszínre képes törni –, olyankor teljes mondatokban is képes beszélni és gondolkodni. 
Az 1970-es években kiadott történetekben hajlamosabbnak ábrázolták a haragra és dühöngésre, valamint kevésbé volt beszélgetős kedvében. Későbbiekben, ahogy Bruce olykor egyre nagyobb kontrollt tudott elérni a lény felett, gyakorlatilag képes volt irányítani az átváltozásokat és Hulk alakban is ő dominált a szörnyeteg akarata felett.
Az idő folyamán mindig erőteljes izomzattal ábrázolták, aminek mérete és tömege is széles skálán mozgott.

## Magyarul olvasható
- Hulk: szürke; mesélő Jeph Loeb, Tim Sale, színek Matt Hollingsworth, ford. Galamb Zoltán; Fumax, Bp., 2020

## Fordítás
- Ez a szócikk részben vagy egészben  a   Hulk (comics) című angol Wikipédia-szócikk fordításán alapul.  Az eredeti cikk szerkesztőit annak laptörténete sorolja fel. Ez a jelzés csupán a megfogalmazás eredetét és a szerzői jogokat jelzi, nem szolgál a cikkben szereplő információk forrásmegjelöléseként.